# Супрун, Степан Павлович
Степа́н Па́влович Супру́н (20 июля [2 августа] 1907 — 4 июля 1941) — советский лётчик-испытатель, военный лётчик-истребитель. Депутат Верховного Совета СССР.
Близкий друг Валерия Чкалова. Проводил испытания самолётов И-16, И-180, Як-1, И-21, ЛаГГ-1, ЛаГГ-3, Supermarine Spitfire, 2PA-L. Первый дважды Герой Советского Союза в Великой Отечественной войне (второй раз — посмертно).

## Биография
- Родился 20 июля [2 августа] 1907 в селе Речки.
- 1913 — вместе с семьёй эмигрировал в Канаду, жил в Виннипеге.
- 1922 — по совету отца вступил в Лигу молодых коммунистов.
- 1925 — вместе с семьёй вернулся в СССР.
- 1929 — вступил в ряды РККА.
- 1930 — член ВКП(б), окончил школу младших авиационных специалистов.
- 1931 — окончил школу лётчиков при 83-м авиационном отряде в Смоленске[3].
- 1933 — начал службу лётчиком-испытателем НИИ ВВС РККА.
- 1937 — исключён из партии в связи с делом Гамарника, однако, благодаря положительной характеристике сослуживцев, восстановлен (в течение двух дней).
- 1937 — избран депутатом Верховного Совета СССР 1-го созыва от Севастопольского округа Крымской АССР.
- 1937—1938 — в составе делегации посетил США.
- Июнь 1939 — январь 1940 — участвовал в национально-освободительной войне в Китае, на И-16 лично сбил 6 японских самолётов. Лётчики его группы сбили 34 вражеских самолёта, уничтожили более 20 самолётов и два больших склада горючего и боеприпасов на земле. Свои потери составили 5 самолётов.
- 1940 — в составе комиссии по закупке авиатехники выезжал в Германию. Во время пребывания облетал самолёты Bf.109, Heinkel Не.100.
- 1941 — с началом Великой Отечественной войны приступил к формированию полка особого назначения, состоящего из лётчиков-испытателей. Командовал 401-м истребительным авиационным полком особого назначения, вооружённым самолётами МиГ-3. Воевал в составе 23-й смешанной авиадивизии.
- 28 июня 1941 — Разговаривал в кабинете со Сталиным.
- 30 июня 1941 — записка лётчика-испытателя, командира авиационного полка истребителей С. П. Супруна:Чкаловская
Дорогим родным.
Сегодня улетаю на фронт защищать свою Родину, свой народ. Подобрал себе замечательных летчиков-
орлов. Приложу все свои силы,
чтоб доказать фашистской сволочи, на что способны советские лётчики. Вас прошу не беспокоиться.
Целую всех.
Степан.

### История гибели
Существуют несколько версий относительно гибели подполковника Супруна.
- Согласно первоначальной версии, 4 июля 1941 года, после того как немецкими истребителями был сбит его напарник старший лейтенант Остапов, подполковник Супрун, оставшись в одиночестве, погиб в бою.

Супрун в разрыве облаков встретил немецкий бомбардировщик FW-200. Не разглядев из-за облаков сопровождающих истребителей, Супрун кинулся в атаку, сделал разворот влево, открыл свою грудь и был ранен пулей стрелка. С истребителя такого ранения он получить не мог! Тут же подоспели «мессершмитты». Фашисты сразу почувствовали, что имеют дело с советским асом. МиГ атаковал и поджёг один немецкий самолёт. Но тут и МиГ загорелся от вражеского снаряда. Напрягая силы и волю, Супрун повел свой самолёт к поляне у леса и сумел посадить его, однако в последний момент взорвались баки с остатками горючего и боеприпасы.
- Из донесений 23-й авиадивизии, в состав которой входил полк Супруна, о гибели Степана Павловича. Помощник начальника штаба капитан Андреев сообщил:

4 июля 1941 года подполковник Супрун в 13 часов вылетел во главе десяти самолётов МиГ-3 с задачей сопровождать СБ для бомбометания в районе Борисова. Супрун шёл впереди. На обратном пути после разведки его в строю не было.
- Существует и другая версия гибели лётчика. А. Н. Медведь, Д. Б. Хазанов, в своей книге «Истребитель „МиГ-3“» упоминают об отчёте, который был составлен начальником штаба 401-го иап Морозовым и подписанный командиром 23-й сад полковником В. Е. Нестерцевым:

При возвращении группы бомбардировщиков, сопровождаемых МиГ—3, десятым шёл подполковник Супрун. Отделившись от группы, желая провести разведку по дороге Борисов — Орша, он снизился до малой высоты и, по-видимому, был сбит огнём с земли. В районе Толочина были найдены сгоревший самолёт и труп лётчика. В обломках найдена Золотая Звезда.
Позже Нестерцев сообщил: какой-то крестьянин 9—10 июля принёс из леса обгоревшие документы Супруна в штаб дивизии, что тот же крестьянин видел обгоревший самолёт близ посёлка Крупки. Сообщался номер найденной Звезды Героя: № 461.

### Посмертная история
- 5 июля 1941 года похоронен местными жителями близ деревни Монастыри. В это же время немецкая пропаганда пустила слух о том, что подполковник Супрун сдался в плен[источник не указан 4921 день]. В этой связи И. В. Сталин лично распорядился узнать место и причину гибели пилота. Комиссия установила, что 9 июля 1941 года в штаб дивизии пришёл крестьянин, который принёс значок депутата Верховного Совета СССР, медаль «Золотая Звезда» № 461, обгоревшие документы и пистолет ТТ.
- 1960 — было обнаружено захоронение, состоялся перенос праха на Новодевичье кладбище Москвы.

## Крылатые выражения
- На этой штуке делать посадку все равно, что целовать тигрицу: опасно и никакого удовольствия» (об испытаниях истребителя ЛаГГ-3)

## Награды
- 22.05.1936 — награждён орденом Ленина;
- 20.05.1940 — присвоено звание Герой Советского Союза, с вручением Медали «Золотая Звезда» и ордена Ленина;
- 22.07.1941 — дважды Герой Советского Союза, посмертно.
- Китайский орден Облаков и Знамени[5]

## Мемориалы
- В городе Сумы по улице Троицкой, 1 (бывшая улица Дзержинского) установлен бронзовый бюст.
- Улицы его имени в Севастополе, Москве, Щёлково, Сумах, Борисове, Витебске, селе Речки.
- В селе Речки установлена стела, в городе Белополье — барельеф. На здании Сумского машиностроительного научно-производственного объединения установлена мемориальная доска.
- В музее города Сумы хранится бронеспинка от МиГ-3 Супрун, найденная на месте вынужденной посадки.
- В парке Музеон, в Москве установлена скульптура Михаила Переяславца «Степан Супрун».